# Glifo Braille 0
| ⠀ | ⠁ | ⠃ | ⠉ | ⠙ | ⠑ | ⠋ | ⠛ | ⠓ | ⠊ | ⠚ | ⠈ | ⠘ |
| ⠄ | ⠅ | ⠇ | ⠍ | ⠝ | ⠕ | ⠏ | ⠟ | ⠗ | ⠎ | ⠞ | ⠌ | ⠜ |
| ⠤ | ⠥ | ⠧ | ⠭ | ⠽ | ⠵ | ⠯ | ⠿ | ⠷ | ⠮ | ⠾ | ⠬ | ⠼ |
| ⠠ | ⠡ | ⠣ | ⠩ | ⠹ | ⠱ | ⠫ | ⠻ | ⠳ | ⠪ | ⠺ | ⠨ | ⠸ |
| ⠀ | ⠂ | ⠆ | ⠒ | ⠲ | ⠢ | ⠖ | ⠶ | ⠦ | ⠔ | ⠴ | ⠐ | ⠰ |

Il simbolo glifo Braille 0, chiamato anche carattere Braille vuoto, è un carattere Braille a 6 od 8 punti senza punti segnati.
È rappresentato dal punto di codice Unicode  U+2800, ed in Braille ASCⅡ con uno spazio.
| Carattere                          |                        |                        |
| ---------------------------------- | ---------------------- | ---------------------- |
| Nome Unicode                       | Braille pattern blank. | Braille pattern blank. |
| Codifiche                          | decimale               | esadecimale            |
| Unicode                            | 10240                  | U+2800                 |
| UTF-8                              | 226 160 128            | E2 A0 80               |
| riferimento numerico dei caratteri | &#10240;               | &#x2800;               |
| Braille ASCⅡ                       | 32 0                   | 20                     |

## Braille unificato
In tutti i sistemi Braille, il carattere Braille 0 è usato per rappresentare uno spazio o l'assenza di contenuto.

## Con i punti 7 ed 8
Glifi unicode correlati al glifo Braille 0 sono i glifi Braille 7, 8, e 78, che sono usati in sistemi Braille ad 8 punti, come Braille di Gardner-Salinas e Braille lussemburghese (che usa il settimo punto per le lettere maiuscole ed l'ottavo punto per le lettere accentate).
| Carattere                          | ⡀                      | ⡀                      | ⢀                      | ⢀                      | ⣀                       | ⣀                       |
| ---------------------------------- | ---------------------- | ---------------------- | ---------------------- | ---------------------- | ----------------------- | ----------------------- |
| Nome Unicode                       | Braille pattern dots-7 | Braille pattern dots-7 | Braille pattern dots-8 | Braille pattern dots-8 | Braille pattern dots-78 | Braille pattern dots-78 |
| Codifiche                          | decimale               | esadecimale            | decimale               | esadecimale            | decimale                | esadecimale             |
| Unicode                            | 10304                  | U+2840                 | 10368                  | U+2880                 | 10432                   | U+28C0                  |
| UTF-8                              | 226 161 128            | E2 A1 80               | 226 162 128            | E2 A2 80               | 226 163 128             | E2 A3 80                |
| riferimento numerico dei caratteri | &#10304;               | &#x2840;               | &#10368;               | &#x2880;               | &#10432;                | &#x28C0;                |

|                            | glifo 7               | glifo 8 | glifo 78               |
| -------------------------- | --------------------- | ------- | ---------------------- |
| Braille di Gardenr Salinas | fine simbolo generico |         | modificatore invertito |